# قالی باکو

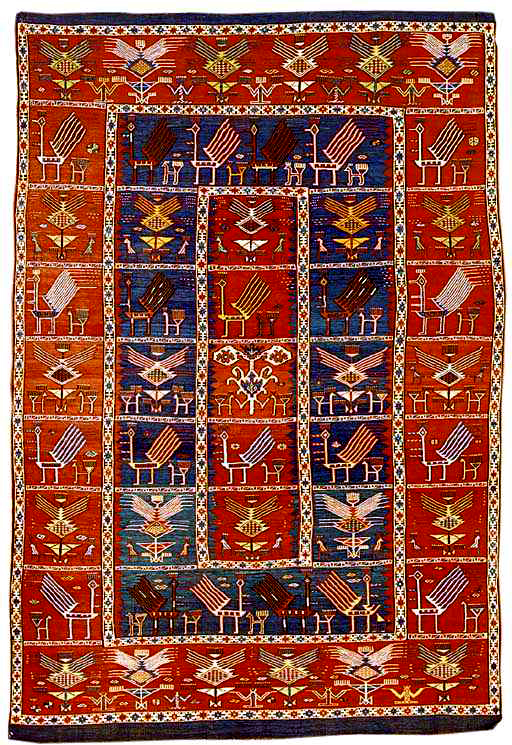
گونه‌ای از قالی باکو

قالی باکو گونه‌ای از قالی آذربایجانی شامل قالی، تابلوفرش و فرش که در پایتخت جمهوری آذربایجان، باکو و روستاهای مجاورش از حدود قرن ۱۸ام و احتمالاً دوره طولانی قبل از آن بافته می‌شود. در طرح‌هایی از قبیل افشان (پراکنده، گل بهار)، خرچنگ در ۵ × ۱۲ فوت (۱٫۵ × ۳٫۶ متر) و عموماً در زمینه آبی توسط قالی بافان تولید می‌شود.